# Sarupathar Bengali
Sarupathar Bengali là một thị trấn thống kê (census town) của quận Dibrugarh thuộc bang Assam, Ấn Độ.

## Nhân khẩu
Theo điều tra dân số năm 2001 của Ấn Độ, Sarupathar Bengali có dân số 6607 người. Phái nam chiếm 55% tổng số dân và phái nữ chiếm 45%. Sarupathar Bengali có tỷ lệ 78% biết đọc biết viết, cao hơn tỷ lệ trung bình toàn quốc là 59,5%: tỷ lệ cho phái nam là 82%, và tỷ lệ cho phái nữ là 74%. Tại Sarupathar Bengali, 12% dân số nhỏ hơn 6 tuổi.